# Anne de Hanovre
Anne de Hanovre (en anglais Anne of Hanover), née le 2 novembre 1709, morte le 12 janvier 1759 à La Haye, est régente des Provinces-Unies de 1751 à 1759.

## Biographie
Anne est la fille de George II et de Caroline d'Ansbach. Elle est élevée au palais de Herrenhausen à Hanovre.
Le 25 mars 1734, elle épouse à Londres Guillaume IV d'Orange-Nassau, prince d'Orange, stathouder de Frise, Groningue et Drenthe. Cinq enfants sont nés de cette union :
- Une fille (1736-1736),
- Une fille (1739-1739),
- Caroline d'Orange-Nassau (1743-1787), en 1760 elle épousa le prince Charles-Christian de Nassau-Weilbourg,
- Anne-Marie d'Orange-Nassau (1746-1746),
- Guillaume V d'Orange-Nassau, stathouder des Pays-Bas (1748-1806).

Elle fait vite comprendre que dans les Provinces-Unies, elle compte bien, en tant que fille de roi, avoir la préséance sur toute autre personne y compris sa très populaire belle-mère Marie-Louise de Hesse-Cassel.
En 1747, le stathoudérat des Provinces-Unies devient héréditaire et transmissible aux femmes dans la Maison d'Orange-Nassau.
Au décès de son époux, elle est régente pour son jeune fils Guillaume V d'Orange-Nassau qui n'a que trois ans.
Ses débuts politiques sont excellents, car elle est dotée d'une rapide prise de décision. Mais avec le temps, elle devient tyrannique et imprévisible. Anne de Hanovre assure la régence jusqu'à sa mort survenue le 12 janvier 1759 à La Haye. Sa belle-mère, Marie-Louise de Hesse-Cassel assure à son tour la régence pour son petit-fils de 1759 jusqu'à sa mort en 1765, puis c'est Caroline d'Orange-Nassau qui assure la régence pour son jeune frère de 1765 à 1766.
Anne de Hanovre figure parmi les ascendants de la reine Béatrix des Pays-Bas.